# Erilusa
Erilusa là một chi bướm đêm thuộc họ Crambidae.

## Các loài
- Erilusa croceipes C. Felder, R. Felder & Rogenhofer, 1875
- Erilusa leucoplagalis (Hampson, 1899)
- Erilusa secta

Các loài trước đây
- Erilusa nitealis C. Felder, R. Felder & Rogenhofer, 1875